# Syrte
Pour les articles homonymes, voir Syrte (homonymie).
Syrte (arabe : سرت, Surt ou Sert) est une ville libyenne située sur la côte méditerranéenne du pays et plus précisément le golfe de Syrte. Chef-lieu du district de Syrte, c'est la ville natale du colonel Mouammar Kadhafi, et également le lieu de sa mort. En 2011, la ville compte 75 000 habitants. En 2016, en l'absence d'un recensement fiable, il est estimé que l'aire urbaine de Syrte compterait près du double, soit près de 150 000 habitants.

## Toponymie
Le nom de la ville provient lui-même de celui du golfe qui la borde et qui autrefois était appelé Syrtis Maior c'est-à-dire la « Grande Syrte » (pour le différencier du Syrtis Minor ou « Petite Syrte », désignant le golfe de Gabès situé en Tunisie).

Le nom de Syrtis est lui-même un emprunt au grec ancien où le mot Surtis (génitif Surtidos) - mentionné par Hérodote - désigne un « amas de sable et de rochers » constitué le long des côtes par les courants et autres mouvements d'eau. Ce mot est à rapprocher du terme Sūrō signifiant « traîner », « charrier », « balayer », Surma pour « balayure », Surmos pour « rafale », Surtos pour « entrainé », « charrié ».

## Histoire

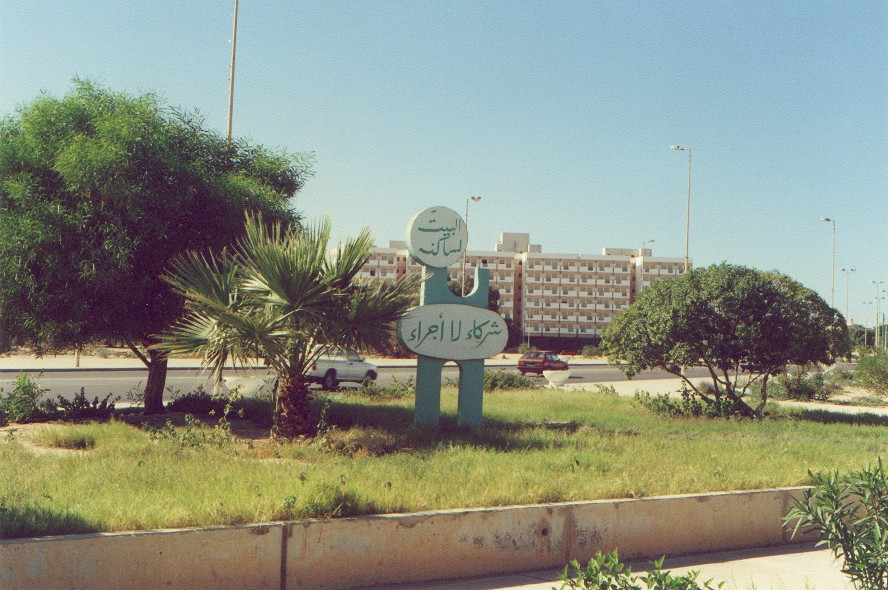
Une place dans la ville de Syrte.

Dans l'Antiquité romaine, Syrte fait partie du territoire du peuple des Seli, sous le nom de Macomades Maiores. Elle apparaît sur la table de Peutinger comme Macomades Selorum.
Syrte demeure pendant des siècles un point d'arrivée des caravanes venues d'Afrique centrale, et un marché important où l'on vend surtout des dattes et de l'orge, ainsi que des chameaux et des ovins.
La Mission archéologique française en Libye dirigée par Jean-Michel Mouton (EPHE) a fouillé de 2007 à 2010 le site archéologique de la cité médiévale de Surt, aujourd’hui connue sous le nom de Mdayna, située à 54 km à l’est de la ville actuelle de Syrte, à 600 m de la mer. Sa fondation remonte à l’époque de la conquête de la Libye par ‘Amr b. al-’Âss en 644 ou au début de l’époque abbasside (milieu du VIIIe siècle). Il pourrait s’agir d’une ville-camp, ou misr, destinée à abriter une garnison militaire contrôlant la région,. Elle a été édifiée au contact des sites antiques de Charax, d’époque punique, et d’Iscina, d’époque romaine, localisés dans les années 1950 par Richard G. Goodchild.
En 1912, la ville est occupée par les Italiens qui en chassent les Ottomans à l'issue de la guerre qui les oppose. La tribu des Senoussi se rebelle en 1915 et en déloge les Italiens qui n'y retournent qu'en 1924. Comme le reste du pays, la région acquiert son indépendance en 1951.

### Sous l'ère Kadhafi
Mouammar Kadhafi, est né à Qasr Abou Hadi, à quelques kilomètres au sud de Syrte. Lorsqu'il accède au pouvoir en 1969, ce n'est plus qu'une petite ville endormie en bord de mer. Kadhafi va y entreprendre de grands travaux, pour en faire une vitrine de sa révolution. Des immeubles d'architecture soviétique sont érigés et de grandes avenues tirées au cordeau sont tracées. En son centre à côté d'une caserne, un grand centre de conférence est construit : le complexe de Ouagadougou, pour accueillir les sommets de l'Union africaine et servir la politique africaine du régime. Réparti sur 5 hectares, il comprend de nombreuses salles de conférence ornées de marbre. De grands hôtels sont construits sur le bord de mer.
Une rivière artificielle est creusée pour irriguer la ville et ses environs. Un quartier dit « quartier Dollar » abrite de luxueuses villas pour l'oligarchie du régime, bordée par « l'avenue Dubaï », l'avenue principale nommée ainsi pour ses magasins où l'on trouve des produits importés difficilement trouvables dans le reste du pays.
En 1999, la déclaration de Syrte donne naissance à l'Union africaine.

### Guerre civile de 2011 et conséquences
En 2011, durant la guerre civile, Syrte est maintenue sous le contrôle des forces de Kadhafi et constitue un objectif stratégique pour les insurgés dans leur offensive destinée à la conquérir. Le 20 octobre, après près de deux mois de siège et de combats, Khalifa Haftar, un haut responsable militaire du Conseil national de transition (CNT), annonce la mort de l'ex-dirigeant libyen et la libération de la ville de Syrte qui, après plus d'un mois de siège et de combats, est totalement dévastée. Kadhafi a été exécuté après avoir été arrêté en tentant de fuir la ville dans un cortège de voitures.
En raison de sa fidélité au régime Kadhafi durant la première guerre civile libyenne, le centre-ville subit des destructions même après la mort de Kadhafi. "Elle" est ensuite mise à l'écart et perd de son influence.

### Emprise de l'État islamique
Des djihadistes profitent de cette situation pour s'implanter dans la cité. Le groupe Ansar al-Charia y implante une cellule et, après la proclamation d'un califat par l'organisation État islamique (EI) en juin 2014, un petit nombre de combattants étrangers liés à cette organisation gagne Syrte.
L'EI prend Syrte aux forces du Bouclier de la Libye, une milice islamiste, en février 2015. L'organisation officialise sa présence en organisant un défilé de véhicules à ses couleurs et en déclarant que la cité fait désormais partie du califat. Le groupe local d'Ansar al-Charia se divise sur la position à adopter face à l'EI et la majorité de ses membres prête allégeance au « calife »,. L'EI parvient à faire de nombreux émules dans la population locale, discriminée en raison de sa fidélité au régime Kadhafi. Ceci permet à l'organisation de renforcer son contrôle sur Syrte. Certains habitants voient là l'occasion de prendre une revanche sur Misrata, la grande cité voisine située à 250 km à l'ouest dont les milices ont constitué l'un des fers de lance de la rébellion anti-Kadhafi.
L'expansion de l'État islamique se poursuit ensuite en tache d'huile autour de Syrte. En février 2015, une colonne de quarante véhicules du groupe rentre dans la bourgade voisine de Nofilia qui tombe aux mains de l'EI. Nofilia est brièvement reprise par les forces du Congrès général national le 19 mars 2015 mais l'EI parvient à en reprendre le contrôle,. En juin 2015, les forces de l'EI prennent le contrôle d'Harawa, à 46 km à l'est de Syrte.
En août 2015, un soulèvement contre l'EI éclate à Syrte. Plusieurs groupes de résidents se coordonnent pour attaquer les troupes de l'organisation. Cependant, l'EI parvient à mater rapidement la révolte en faisant appel à des renforts stationnés à Nofilia, à 150 kilomètres à l'est de Syrte. La répression fait de plusieurs dizaines à plusieurs centaines de morts selon les sources.
Le 8 juin 2016, l'armée libyenne, après une forte offensive dans la région contre l'État islamique, entre dans la ville et en reprend une grande partie. Enfin, le 5 décembre suivant, la ville est entièrement reprise par les troupes fidèles au gouvernement d'union nationale.
L'armée nationale libyenne prend la ville le 6 janvier 2020.

## Sites et monuments
- Un fort ottoman de 1842.
- La grande mosquée bâtie au XIXe siècle.

## Enseignement
- Université Al-Tahadi

## Jumelages
- Oujda (Maroc)[réf. nécessaire]

## Personnalités
- Mouammar Kadhafi